# U-Jin
U-Jin (遊人, Yū Jin) é um artista de mangás especializado em ecchis e hentais. U-Jin já criou vários mangás ao longo da carreira, e é famoso por suas personagens bem-dotadas de seios.

## Trabalhos de U-Jin
- Angel (1988)
- Himei wa o-shizuka ni (悲鳴はお静かに) (1989)
- Konai Shasei (校内写生) (1989)
- Kyukyoku no Chef wa Oishinbo Papa (究極のシェフは美味しんぼパパ) (1989)
- U-Jin Brand (遊人ブランド) (1991)
- Juliet (1992)
- Walking on (ウォーキングオン) (1992)
- Cho DNA Senshi Frogmen (超DNA戦士　フロッグマン) (1993)
- Lyceenne (1993)
- Nankyoku 28-go (南極28号) (1994)
- U-Jeune (遊ジェンヌ) (1994)
- Visionary (ヴィジョナリー) (1994)
- Infinity (インフィニティ)
- Kanojo no inbo (彼女の陰謀)
- Sigh (サイ)
- Taxi Driver (TAXIドライバー)
- Fobia (フォビア)
- Cho Quatres (超キャートルズ)
- Sakura Diaries (桜通信) (1995)
- Kojin Jugyo (個人授業) (1996)
- Premium (プレミア)
- Loose Socks
- Shampoo Colon
- Refreme (リフレイム) (1999)
- Girls Rush (ギャルズラッシュ) (1999)
- Sakuranbo Tsuushin (桜んぼ通信)
- Fruit Punch (2001)
- Peach! (2001)
- Candy (U-Jin Sweetgirls Illustrations) (キャンディー　［遊人Ｓｗｅｅｔｇｉｒｌｓイラスト集］) (2002)
- Up-To-Date
- Gakuen Tengoku (学園天国) (2003)
- Angel: the women whom delivery host Kosuke Atami healed (2006)
- Angel - 2ª temporada (2008)
- Ito na Tsuma: Marple no Jikenbo (2009)
- Q&I